# Дмитриев, Иван Андреевич
Ива́н Андре́евич Дми́триев (1928 — 7 июня 2004) — советский рабочий-металлург, Герой Социалистического Труда (1973).

## Биография
Родился в 1928 году в Псковской области.
В 1944 году окончил ремесленное училище № 13 (ныне профессиональный лицей № 13) города Магнитогорска и стал работать на Магнитогорском металлургическом комбинате подручным сталевара. После освоения профессии он стал сталеваром, а затем старшим мастером четвёртого блока печей.
Обучался у известного магнитогорского металлурга Героя Социалистического Труда Михаила Петровича Артамонова, который оказывал ему посильную помощь не только в работе, но и в быту.
Используя все новое, передовое, Иван Андреевич добивался сокращения простоев агрегатов, повышения веса плавок, что способствовало заметному росту производства стали. В годы семилетки все печи блока показывали высокие результаты, а коллектив четвёртой печи, возглавляемый И. А. Дмитриевым, достиг рекордного результата, за что Иван Андреевич был награждён орденом Ленина.
В конце 1960 года он перешёл работать старшим мастером на сложный участок — четвёртый блок печей (печи 10-13). За проявленную трудовую доблесть, личный вклад в выполнение социалистических обязательств в декабре 1973 года Иван Андреевич Дмитриев был удостоен звания Герой Социалистического Труда. Свой профессиональный и жизненный опыт Иван Андреевич передавал учащимся в своем родном ПЛ-13 Магнитогорска, где много лет работал мастером производственного обучения.
Почётный гражданин города Магнитогорска (2002).
Скончался 7 июня 2004 года. Похоронен на Правобережном кладбище Магнитогорска.

## Память
На доме 152 по проспекту Карла Маркса в Магнитогорске, где жил И. А. Дмитриев, в 2014 году установлена мемориальная доска.